# Czarny Krzysztof
Czarny Krzysztof – XV-wieczny rycerz-rabuś księstwa legnickiego, prawdopodobnie nigdy nieistniejący. O jego życiu opowiada podanie ludowe.
Według tej opowieści miał on być czarnoskórym niewolnikiem, zakupionym przez księcia Ludwika II brzeskiego w czasie jego pielgrzymki do Jerozolimy. Miał on żyć i wychowywać się na zamku książęcym. W wyniku jakiegoś konfliktu lub nowej sytuacji na dworze, zbiegł z miasta i zaczął ukrywać się w lasach blisko Legnicy. Legenda mówi, że Czarny Krzysztof był dobroczyńcą, grabiącym próżnych oraz łajdaków i oddającym kosztowności biednemu ludowi. Wraz ze swoją gromadą mieszkał ponoć w lasach nad rzeką na północ od Legnicy, gdzie on i jego przyjaciele mieli swoją siedzibę.
Jest to tylko legenda, która prawdopodobne związana jest z plebejskim powstaniem w Legnicy przeciw radzie miejskiej, w połowie XV wieku, a nawet z czasów wojny trzydziestoletniej, kiedy to ludzie pragnęli sprawiedliwości i pomocy. Wydaje się więc, że podanie mogło powstać ku pokrzepieniu serc mieszkańców miasta.
Ze względu na to, że legenda przez długi czas była ustnie powtarzana, wydaje się być wynikiem metamorfozy dawniejszej opowieści, jaka była opowiadana na ziemi legnickiej. Legenda ta to, jak się uważa, wynik niesłusznego zderzenia odmiennych podań z różnych epok o dwóch postaciach, żyjących w innych czasach.
Ta teoria sprawia, iż opowieść o Krzysztofie jest bardzo mało prawdopodobna. Późna opowieść o zbóju Krzysztofie, którego za panowania księcia Fryderyka II spotkała zasłużona kara powieszenia na bramie wjazdowej do Legnicy, zderzyła się z opowieścią wcześniejszą z innego lecz bliskiemu miastu terenu na południe. Wiadomości o innej dobrotliwej i dobrej postaci znane od wieków w świadomości ludowej wyewoluowany i wlały część o dobroci i pomocy.